# 波尔特利德莫雷利亚
波尔特利德莫雷利亚，是西班牙瓦伦西亚自治区卡斯特利翁省的一个市镇。总面积49平方公里，总人口260人（2001年），人口密度5人/平方公里。